# Бориново
Бориново (болг. Бориново) — село в Болгарии. Находится в Смолянской области, входит в общину Мадан. Население составляет 181 человек.

## Политическая ситуация
В местном кметстве Бориново, в состав которого входит Бориново, должность кмета (старосты) исполняет Руфат  Мехмед Фелети (Движение за права и свободы (ДПС)) по результатам выборов.
Кмет (мэр) общины Мадан — Атанас Александров Иванов (Болгарская социалистическая партия (БСП))по результатам выборов.